# Amiga Computing
Az Amiga Computing egy havonta megjelenő számítógépes játékokkal foglalkozó magazin volt, amelyet a Europress és az IDG adott ki az Egyesült Királyságban és az Egyesült Államokban. A magazinból összesen 117 lapszám jelent meg; az első 1988 júniusában, míg az utolsó 1997 októberében. Az újság a felnőtt olvasóközönséget célozta meg. Az újság játék ismertető szakaszát Gamernek hívták, amíg az Amiga Action magazin be nem épült az újságba és nem lett ezen szakasz neve.

## Lásd még
- Amiga Survivor

## Külső hivatkozások
- Amiga History Guide - az Amiga Computing történelme (angolul)
- David Viner - brit számítógépes magazinok (angolul)